# Symphonic black metal
Symphonic black metal sau black metal simfonic, este un subgen de black metal, apărut în prima jumătate a anilor 1990, care include elemente simfonice și orchestrale.

## Caracteristici
Subgen al black metalului, black metalul simfonic încorporează pe lângă instrumentele standard și elemente orchestrale. În această categorie se include o stație muzicală care este în așa fel setată încât să poată reproduce o atmosferă pseudo-simfonică (pian, orgă, cor etc.) sau o întreagă orchestră. Unele formații precum Carach Angren au introdus și instrumente solo ca vioara pe lângă trăsăturile orchestrale virtuale. Vocalele sunt în general de operă, iar structura melodiilor este definită, respectiv inspirată de simfonii, deși nu aspiră la arta muzicală occidentală (sonată, rondel), ci se centrează pe riff-uri de chitară. Majoritatea caracteristicilor tradiționale regăsite în black metal sunt inexistente în acest subgen (vocale dure, tempourile rapide).

## Istoria
Termenul de simfonic black metal este cel mai reprezentativ pentru acest stil european care a intrat pe piața muzicală la mijlocul anilor a90. Literar vorbind, nu este simfonic; definirea lui prin aceasta noțiune se referă strict la sunetele dramatice create de intrumental, iar legătura sa cu black metalul este aproape de nevazaut. Numeroase formații care au abordat acest gen au început prin a cântă black metal. Ele își au originea în scena black metal norvegiană, inspirate fiind de materialele care conțin linii melodice triste spre deosebire de sunetul dur abordat la început. Unii au început să introducă elemente de rock progresiv (în special de space-rock psihedelic ca cel realizat de Pink Floyd) și de gotic metal.

## Listă de formații symphonic black metal notabile
| Formația              | Țara          | Înființare | Note          |
| --------------------- | ------------- | ---------- | ------------- |
| Abigail Williams      | Statele Unite | 2005       | [ 3 ]         |
| ...And Oceans         | Finlanda      | 1995       | [ 4 ] [ 5 ]   |
| Anorexia Nervosa      | Franța        | 1995       | [ 6 ]         |
| Apostasy              | Suedia        | 2000       | [ 7 ]         |
| Bal-Sagoth            | Anglia        | 1993       | [ 8 ] [ 9 ]   |
| Carpathian Forest     | Norvegia      | 1992       | [ 10 ]        |
| Catamenia             | Finlanda      | 1995       | [ 11 ]        |
| Chthonic              | Taiwan        | 1995       | [ 12 ]        |
| Cradle of Filth       | Anglia        | 1991       | [ 13 ]        |
| Crimson Moonlight     | Suedia        | 1997       | [ 14 ]        |
| Darkend               | Italy         | 2006       | [ 15 ]        |
| Darzamat              | Polonia       | 1995       | [ 16 ]        |
| Diabolical Masquerade | Suedia        | 1995       | [ 17 ]        |
| Dimmu Borgir          | Norvegia      | 1993       | [ 18 ] [ 19 ] |
| Dragonlord            | Statele Unite | 2000       | [ 20 ]        |
| Emperor               | Norvegia      | 1991       | [ 21 ]        |
| Equilibrium           | Germania      | 2001       | [ 22 ]        |
| Gehenna               | Norvegia      | 1993       | [ 23 ]        |
| Graveworm             | Italia        | 1992       | [ 24 ]        |
| Hecate Enthroned      | Anglia        | 1993       | [ 25 ]        |
| Limbonic Art          | Norvegia      | 1993       | [ 26 ]        |
| Opera IX              | Italia        | 1988       | [ 27 ]        |
| Shade Empire          | Finlanda      | 1999       | [ 28 ] [ 29 ] |
| Stormlord             | Italia        | 1991       | [ 30 ]        |
| Tiamat                | Suedia        | 1988       | [ 31 ]        |
| Tvangeste             | Rusia         | 1996       | [ 32 ]        |
| Twilight Ophera       | Finlanda      | 1996       | [ 33 ]        |
| Vaakevandring         | Norvegia      | 1999       | [ 34 ]        |
| Vesania               | Polonia       | 1997       | [ 35 ]        |